# 南寨镇 (辉县市)
南寨镇，是中华人民共和国河南省新乡市辉县市下辖的一个乡镇级行政单位。

## 行政区划
南寨镇下辖以下地区：
南寨村、北寨村、石门口村、张台寺村、羊郊村、北流村、后地村、坝前村、大全地村、要街村、东坡村、蒿地掌村、三官庙村、大院村、营寺沟村、白岸泉村、清水坪村、雁翅口村、东管村、孙石爻村、秋沟村、槲漫村、南湾村、三郊口村、柿园村、齐王寨村、凤凰山村和上腊江村。